# Règle de Tinbergen
La règle de Tinbergen est une règle de politique économique, selon laquelle pour toute politique économique ayant des objectifs fixés, le nombre d'instruments doit être égal au nombre d'objectifs visés, sans quoi la politique risquera d'échouer.

## Historique
La règle est énoncée en premier lieu par l’économiste Jan Tinbergen en 1953. 

## Concept
La règle de Tinbergen est une règle de politique économique selon laquelle, pour chaque objectif de politique économique, il doit exister au moins un instrument qui lui est dédié. L'utilisation d'un instrument pour plusieurs objectifs est ainsi moins efficace que si un instrument spécifique était pleinement consacré à un objectif.
Tinbergen soutient que le décisionnaire public doit, préalablement à sa prise de décision, quantifier les objectifs qu'il poursuit, et mettre chacun de ces objectifs en rapport avec un instrument de politique économique. Chaque instrument doit avoir une efficacité reconnue dans le cadre de son application à l'objectif qui lui est assigné. La règle de Tinbergen est ainsi l'une des règles nécessaires à la rationalité des interventions publiques.
La logique de la règle de Tinbergen incite à penser les politiques économiques dans le cadre d'un policy mix, c'est-à-dire d'un mélange de politiques économiques : d'un côté la politique budgétaire, et de l'autre, la politique monétaire. La politique monétaire serait particulièrement adaptée aux situations de surchauffe de l'économie, c'est-à-dire en situation d'inflation.
La règle de Tinbergen rendrait ainsi peu efficace la création d'un impôt unique.
La règle est généralement associée à la règle de Mundell, qui lui est postérieure. Les deux forment à la fois la base normative de la politique économique,. Du fait de son manque de précision et de formalisation, la règle est peu appliquée,.